# Hüttenhof (Fensterbach)
Hüttenhof ist ein Ortsteil der Gemeinde Fensterbach im Landkreis Schwandorf des Regierungsbezirks Oberpfalz im Freistaat Bayern.

## Geografie
Hüttenhof liegt 180 Meter westlich der Bundesautobahn 6 und 3,5 Kilometer nordwestlich von Wolfring, dem Sitz der Gemeinde Fensterbach. 780 Meter nordöstlich von Hüttenhof fließt der Fensterbach in Richtung Südosten der Naab zu.

## Geschichte
1808 begann in Folge des Organischen Ediktes des Innenministers Maximilian von Montgelas in Bayern die Bildung von Gemeinden. Dabei wurde das Landgericht Nabburg zunächst in landgerichtische Obmannschaften geteilt. Dabei kam Hüttenhof zur Obmannschaft Etsdorf. Zur Obmannschaft Etsdorf gehörten: Etsdorf, Högling, Jeding, Oberpennading und Unterpennading, Ödfriedlhof, Kohlmühle, Rannahof, Hüttenhof, Höglingermühle.
Dann wurden 1811 in Bayern Steuerdistrikte gebildet. Dabei kam Hüttenhof zum Steuerdistrikt Högling. Der Steuerdistrikt Högling bestand aus den Dörfern Högling und Jeding und den Einöden Höglingermühle, Ödfriedlhof und Hüttenhof. Er hatte 49 Häuser, 320 Seelen, 20 Morgen Äcker, 100 Morgen Wiesen, 40 Morgen Holz, 5 Weiher, 30 Morgen öde Gründe und Wege, 3 Pferde, 50 Ochsen, 48 Kühe, 60 Stück Jungvieh, 90 Schafe und 40 Schweine.
Schließlich wurde 1818 mit dem Zweiten Gemeindeedikt die übertriebene Zentralisierung weitgehend rückgängig gemacht und es wurden relativ selbständige Landgemeinden mit eigenem Vermögen gebildet, über das sie frei verfügen konnten. Hierbei kam Hüttenhof zur Ruralgemeinde Högling. Die Gemeinde Högling bestand aus den Ortschaften Högling mit 47 Familien, Ödfriedlhof mit 2 Familien, Jeding mit 9 Familien und Hüttenhof mit 1 Familie.
Der Hüttenhof befand sich zunächst im Dorf Högling. Um 1820 wurde er von seinem damaligen Besitzer Hohl außerhalb des Dorfes und jenseits des Fensterbaches neu errichtet. 1820 wurde er vom Landgericht Nabburg abgetrennt und dem Landgericht Amberg zugewiesen. Kurze Zeit später wurde er jedoch zurück in das Landgericht Nabburg eingegliedert. Im Topographisch-statistischen Handbuch des Königreichs Bayern von 1867 wurde er wieder als zur Gemeinde Högling zugehörig aufgeführt.
1972 wurde die Gemeinde Högling die Gemeinde Fensterbach eingegliedert.
Hüttenhof gehört zur Expositur Högling der Pfarrei Schmidgaden. 1997 hatte Hüttenhof 3 Katholiken.

## Einwohnerentwicklung ab 1819
| Jahr | Einwohner | Gebäude |
| ---- | --------- | ------- |
| 1819 | 1 Familie | k. A.   |
| 1838 | 12        | 2       |
| 1864 | 9         | 6       |
| 1875 | 7         | 2       |
| 1885 | 6         | 1       |
| 1900 | 5         | 1       |
| 1913 | 9         | 1       |

| Jahr | Einwohner | Gebäude |
| ---- | --------- | ------- |
| 1925 | 5         | 1       |
| 1950 | 10        | 1       |
| 1961 | 3         | 1       |
| 1964 | 3         | 1       |
| 1970 | 7         | k. A.   |
| 1987 | 3         | 1       |
| 2011 | 3         | k. A.   |

## Tourismus
Nördlich von Hüttenhof verläuft der Schweppermann–Radweg auf der ehemaligen Bahnstrecke Drahthammer–Lauterhofen.